# Liste der Bodendenkmäler in Königsbrunn
Auf dieser Seite sind die Bodendenkmäler in der schwäbischen Stadt Königsbrunn zusammengestellt. Diese Tabelle ist eine Teilliste der Liste der Bodendenkmäler in Bayern. Grundlage ist die Bayerische Denkmalliste, die auf Basis des Bayerischen Denkmalschutzgesetzes vom 1. Oktober 1973 erstmals erstellt wurde und seither durch das Bayerische Landesamt für Denkmalpflege geführt wird. Die folgenden Angaben ersetzen nicht die rechtsverbindliche Auskunft der Denkmalschutzbehörde.

## Bodendenkmäler in Königsbrunn
| Lage       | Objekt                                                                                   | Akten-Nr.     | Bild |
| ---------- | ---------------------------------------------------------------------------------------- | ------------- | ---- |
| (Standort) | Straße der römischen Kaiserzeit (Via Claudia).                                           | D-7-7731-0035 |      |
| (Standort) | Bestattungen der römischen Kaiserzeit.                                                   | D-7-7731-0109 |      |
| (Standort) | Siedlung der Hallstattzeit und der römischen Kaiserzeit, Mithraeum unter Schutzbau       | D-7-7731-0133 |      |
| (Standort) | Gräber der Bronze-, Hallstatt- und Latènezeit, Siedlung vorgeschichtlicher Zeitstellung, | D-7-7731-0134 |      |
| (Standort) | Siedlung und Gräber vorgeschichtlicher Zeitstellung.                                     | D-7-7731-0135 |      |
| (Standort) | Graben vorgeschichtlicher Zeitstellung.                                                  | D-7-7731-0136 |      |
| (Standort) | Grabenwerk vorgeschichtlicher Zeitstellung.                                              | D-7-7731-0139 |      |
| (Standort) | Kreisgraben vorgeschichtlicher Zeitstellung.                                             | D-7-7731-0142 |      |
| (Standort) | Kreisgraben und Grabenwerk vorgeschichtlicher Zeitstellung.                              | D-7-7731-0143 |      |
| (Standort) | Straßentrasse vor- und frühgeschichtlicher Zeitstellung.                                 | D-7-7731-0145 |      |
| (Standort) | Straßentrasse der römischen Kaiserzeit.                                                  | D-7-7731-0148 |      |
| (Standort) | Grabenwerk und Teilstück einer Straße vor- und frühgeschichtlicher Zeitstellung.         | D-7-7731-0150 |      |
| (Standort) | Brandgräber der römischen Kaiserzeit, Siedlung der Hallstattzeit.                        | D-7-7731-0152 |      |
| (Standort) | Körpergräber der Frühbronzezeit.                                                         | D-7-7731-0153 |      |
| (Standort) | Grabhügel der Hallstattzeit.                                                             | D-7-7731-0154 |      |
| (Standort) | Körpergräber des frühen Mittelalters.                                                    | D-7-7731-0156 |      |
| (Standort) | Gräber der frühen Bronzezeit und der Hallstattzeit.                                      | D-7-7731-0172 |      |
| (Standort) | Siedlung der Bronze- und Hallstattzeit.                                                  | D-7-7731-0173 |      |
| (Standort) | Siedlung der Urnenfelderzeit.                                                            | D-7-7731-0175 |      |
| (Standort) | Siedlung der römischen Kaiserzeit.                                                       | D-7-7731-0181 |      |
| (Standort) | Siedlung des Neolithikums und der römischen Kaiserzeit.                                  | D-7-7731-0189 |      |
| (Standort) | Gräber der frühen Bronzezeit und Siedlung vorgeschichtlicher Zeitstellung.               | D-7-7731-0193 |      |
| (Standort) | Wasserleitung der römischen Kaiserzeit.                                                  | D-7-7731-0202 |      |
| (Standort) | Siedlung der römischen Kaiserzeit.                                                       | D-7-7731-0206 |      |
| (Standort) | Siedlung der römischen Kaiserzeit.                                                       | D-7-7731-0207 |      |
| (Standort) | Siedlung der römischen Kaiserzeit.                                                       | D-7-7731-0209 |      |
| (Standort) | Siedlung der Bronze-, Urnenfelder-, Hallstatt-, Latène- und der römischen Kaiserzeit.    | D-7-7731-0210 |      |
| (Standort) | Siedlung des Neolithikums und der Bronzezeit.                                            | D-7-7731-0211 |      |
| (Standort) | Siedlung der Spätbronzezeit.                                                             | D-7-7731-0213 |      |
| (Standort) | Gräber der Glockenbecherkultur und der späten Bronzezeit.                                | D-7-7731-0214 |      |
| (Standort) | Gräber vorgeschichtlicher Zeitstellung.                                                  | D-7-7731-0223 |      |
| (Standort) | Siedlung der Linearbandkeramik und der Bronzezeit, Brandgräber der späten Bronzezeit.    | D-7-7731-0250 |      |
| (Standort) | Straßentrasse vor- und frühgeschichtlicher Zeitstellung.                                 | D-7-7731-0263 |      |
| (Standort) | Graben vorgeschichtlicher Zeitstellung.                                                  | D-7-7731-0292 |      |
| (Standort) | Bestattungen der Frühbronzezeit.                                                         | D-7-7731-0293 |      |